# Diócesis de Franca
La diócesis de Franca (en latín: Dioecesis Francopolitana y en portugués: Diocese de Franca) es una circunscripción eclesiástica de la Iglesia católica en Brasil. Se trata de una diócesis latina, sufragánea de la arquidiócesis de Ribeirão Preto. Desde el 23 de octubre de 2013 su obispo es Paulo Roberto Beloto.

## Territorio y organización
La diócesis tiene 6635 km² y extiende su jurisdicción sobre los fieles católicos de rito latino residentes en 19 municipios del estado de São Paulo: Franca, Aramina, Buritizal, Cristais Paulista, Guará, Igarapava, Itirapuã, Ituverava, Jeriquara, Nuporanga, Orlândia, Patrocínio Paulista, Pedregulho, Restinga, Ribeirão Corrente, Rifaina, Sales Oliveira, São Joaquim da Barra y São José da Bela Vista.
La sede de la diócesis se encuentra en la ciudad de Franca, en donde se halla la Catedral de la Inmaculada Concepción.
En 2023 en la diócesis existían 45 parroquias agrupadas en 5 foranías: Nossa Senhora da Conceição, Nossa Senhora Aparecida, Beata Rita amada de Jesu, São Joaquim y Santa Gianna.

## Historia
La diócesis fue erigida el 20 de febrero de 1971 mediante la bula Quo aptius del papa Pablo VI, obteniendo el territorio de la arquidiócesis de Ribeirão Preto.
El 14 de junio de 1977, con la carta apostólica Constat christifideles, el papa Pablo VI confirmó a la Santísima Virgen María Inmaculada como patrona principal de la diócesis.

## Estadísticas
Según el Anuario Pontificio 2024 la diócesis tenía a fines de 2023 un total de 414 415 fieles bautizados.
| Año                                                                             | Población            | Población | Población      | Sacerdotes | Sacerdotes    | Sacerdotes    | Bautizados por sacerdote | Diáconos permanentes | Religiosos | Religiosos | Parroquias |
| Año                                                                             | Bautizados católicos | Total     | % de católicos | Total      | Clero secular | Clero regular | Bautizados por sacerdote | Diáconos permanentes | Varones    | Mujeres    | Parroquias |
| ------------------------------------------------------------------------------- | -------------------- | --------- | -------------- | ---------- | ------------- | ------------- | ------------------------ | -------------------- | ---------- | ---------- | ---------- |
| 1976                                                                            | 360 000              | 401 700   | 89.6           | 35         | 10            | 25            | 10 285                   |                      | 30         |            | 23         |
| 1977                                                                            | 205 000              | 335 000   | 61.2           | 22         | 9             | 13            | 9318                     |                      | 19         | 50         | 23         |
| 1990                                                                            | 478 000              | 660 000   | 72.4           | 33         | 14            | 19            | 14 484                   |                      | 61         | 56         | 31         |
| 1999                                                                            | 865 000              | 988 000   | 87.6           | 47         | 33            | 14            | 18 404                   |                      | 46         | 45         | 25         |
| 2000                                                                            | 600 000              | 750 000   | 80.0           | 47         | 34            | 13            | 12 765                   |                      | 50         | 45         | 26         |
| 2001                                                                            | 600 000              | 750 000   | 80.0           | 44         | 32            | 12            | 13 636                   |                      | 65         | 46         | 28         |
| 2002                                                                            | 600 000              | 750 000   | 80.0           | 50         | 36            | 14            | 12 000                   | 11                   | 62         | 46         | 28         |
| 2003                                                                            | 600 000              | 750 000   | 80.0           | 50         | 37            | 13            | 12 000                   | 11                   | 61         | 46         | 28         |
| 2004                                                                            | 600 000              | 760 000   | 78.9           | 56         | 40            | 16            | 10 714                   | 10                   | 51         | 44         | 28         |
| 2006                                                                            | 614 000              | 778 000   | 78.9           | 61         | 45            | 16            | 10 065                   | 10                   | 41         | 35         | 30         |
| 2013                                                                            | 664 000              | 842 000   | 78.9           | 80         | 58            | 22            | 8300                     | 16                   | 36         | 45         | 40         |
| 2016                                                                            | 681 000              | 863 000   | 78.9           | 79         | 58            | 21            | 8620                     | 16                   | 42         | 49         | 42         |
| 2019                                                                            | 697 300              | 883 800   | 78.9           | 81         | 60            | 21            | 8608                     | 32                   | 63         | 47         | 44         |
| 2021                                                                            | 390 751              | 651 253   | 60.0           | 85         | 62            | 23            | 4597                     | 33                   | 64         | 46         | 45         |
| 2023                                                                            | 414 415              | 642 018   | 64.5           | 83         | 63            | 20            | 4992                     | 33                   | 60         | 64         | 45         |
| Fuente: Catholic-Hierarchy, que a su vez toma los datos del Anuario Pontificio. |                      |           |                |            |               |               |                          |                      |            |            |            |

## Episcopologio
- Diógenes da Silva Matthes † (11 de marzo de 1971-29 de noviembre de 2006 retirado)
- Caetano Ferrari, O.F.M. (29 de noviembre de 2006 por sucesión-15 de abril de 2009 nombrado obispo de Bauru)
- Pedro Luiz Stringhini (30 de diciembre de 2009-19 de septiembre de 2012 nombrado obispo de Mogi das Cruzes)
- Paulo Roberto Beloto, desde el 23 de octubre de 2013